# 21564 Widmanstätten
21564 Widmanstätten este un asteroid din centura principală, descoperit pe 26 august 1998, de Eric Elst.